# Univerzalno oblikovanje
Univerzalno oblikovanje se nanaša na širok spekter oblikovanja zgradb, izdelkov in okolja za uporabo vseh ljudi ne glede na telesne sposobnosti. Izraz univerzalno oblikovanje je skoval arhitekt Ronald L.Mace, za opis koncepta oblikovanja produktov, zgradb, ter življenjskega okolja za uporabo vseh ljudi ne glede na invalidnost, starost in življenjski status.  Začetnik koncepta je bil Selwyn Goldsmith, avtor kjige Oblikovanje za invalide (1963), kateri je uvedel poševni dostop čez robnike za invalide. Sistem je postal stalnica za gradnjo življenjskega okolja.
Univeralno oblikovanje izhaja iz malo zgodnejšega ovir prostega koncepta, kateri se prizadeva za širšo prilagodljivost in dostopnost okolja povezano z estetiko. S pričakovanjem daljše življenjske dobe, razvojem medicine, preživetja ljudi z večjimi okvarami, se interes za univerzalno oblikovanje povečuje. Obstaja veliko industrije katera je močno prodrla na trg, vendar je še veliko druge katera ni bila sprejeta v tolikšni meri. Univerzalno oblikovanje se uporablja tudi za načrtovanje tehnologije, navodil, produktov in življenjskega okolja.
Klančina na pločniku za ljudi z invalidskimi vozički je običajen primer, poleg tega pa tudi močni barvni kontrasti za tiste z vizualnimi težavami. Obstajajo tudi omare z izvečnimi elementi, kuhinje s števci na različnih višinah za ralične naloge in položaje telesa, mnogi javni tranzitni sistemi, avtobus z znižano stopmico ali pa so opremljeni z dvižno ploščadjo namesto stopnic.

## Pricipi univerzalnega oblikovanja
Center univerzalnega oblikovanja v severni karolini razlaga naslednja načela 
1. Uporaba opreme
2. Fleksibilnost uporabe
3. Preprosto in intuitivno
4. Zaznavanje informacije
5. Tolerance za napake
6. Nizek fizični napor
7. Velikost in prostor za dostop in uporabo

## Primeri
- Gladka tla brez stopnic na vhodih v zgradbe
- Površinske teksture za uporabo nizke sile za prečkanje ravni max 120 funtov kotalne sile
- Stabilne, trdne in nedrseče površine po ASTM 2047
- Široka vhodna vrata in hodniki, ter prostor za obračanje 60x60 na vratih in koncu hodnikov
- Zadostne razdalje za pristop, uporabo elementov in komponent
- Ročke za odpiranje vrat namesto vrtljivih gumbov
- Stikala vklopljiva z zaprto pestjo ene roke vključno s požarnim alarmom
- Komponente ki ne zahtevajo tesnega oprijema, stiskanja ali ukrivljanja zapestja
- Sestavni deli ki potrebujejo manj kot 5kg sile za upravljanje
- Stikala za luči z ravnmi velikimi površinami namesto z zatičnimi
- Gumbi in druge kontrole katere je mogoče prepoznati z dotikom
- Svetel in zadostno osvetljen prostor
- Zvočni izhodi reducirani z informacijami na zaslonu
- Kontrasti na upravljalni plošči
- Uporaba razumljivih znakov z besedilnim pojasnilom
- Preglednost brez odvisnosti od zvoka
- Kontrola na zvočni bazi
- Hitre zvočne kontrole
- Možnost izbire jezika
- Ploščadi za dostop v bazene
- Izklop podnapisov na televiziji
- Znaki z močnimi kontraski svetlo-temno
- Spletne strani ki zagotaljajo tekstovno razlago slike
- Navodila ki predstavljajo proizvod ustno in vizualno
- Oznake na gumbih za upravljanje morajo imeti velike oznake
- Muzej v katerem obiskovalci lahko razlago poslušajo ali berejo

## Oblikovalski standard
Specifikacija o oblikovanju brez ovir je bila objavljena leta 1960. To je bila zbirka več kot 11-letnih raziskav na področju invalidske ergonomije. Leta 1961 je specifikacija postala prvi Standard o oblikovanju brez ovir (Barrier Free Design Standard), imenovan Ameriški nacionalni standard, ki je bil objavljen kot A1171.1. To je bil prvi standard, ki je predstavljal merila za oblikovanje objektov in programov, ki jih lahko uporabljajo invalidi. Z raziskavo so pričeli leta 1949 na univerzi v Illinoisu – Urbana Champaign Campus in se nadaljuje vse do danes. Glavni raziskovalec je dr. Timothy Nugent (na začetki standardov 1961, 1971, 1980 je navedeno njegovo ime). Dr. Nugent je leta 1949 osnoval Nacionalno invalidsko košarkarsko združenje. Leta 1984 je standard ANSI A117.1 sprejela zvezna vlada ZDA, Urad za splošne zadeve pod 35 FR 4814 - 3/20/70, 39 FR 23214 - 6/27/74, 43 FR 16478 ABA- 4/19/78, 44 FR 39393 7/6/79, 46 FR 39436 8/3/81 za UFAS in nato še leta 1990 za ADA. Arhivirani dokumenti o raziskavi so v Mednarodnem zakoniku sveta (International Code Council - ICC) - ANSI A117.1. V poznih 50-ih in 60-ih letih je dr. Nugent po vsem svetu predstavljal koncept neodvisnega sodelovanja oseb s posebnimi potrebami skozi programske možnosti in arhitekturno oblikovanje.
Kraljevi inštitut britanskih arhitektov, g. Selwyn Goldsmith, je v obliki treh izdaj v letih 1963, 1967 in 1997 izdal celovito publikacijo o oblikovanju za invalide. Publikacija vsebuje dragocene empirične podatke in študije o osebah s posebnimi potrebami. Za oblikovalce in graditelje sta oba standarda odlično izhodišče. Invalidska ergonomija bi morala učiti oblikovalce, inženirje in neprofitna vodstva k nadaljnjemu razumevanju o tem kaj naredi okolje za v celoti sprejemljive osebe s posebnimi potrebami. 
Predstavniki iz Kitajske, Južne Koreje in Japonske so se oktobra leta 2003 v Pekingu sestali in dogovorili, da ustanovijo odbor za določitev skupnih standardov za oblikovanje široke palete izdelkov in storitev, ki so lahke za razumevanje in za uporabo. Njihov cilj je bil objaviti standard v letu 2004, ki bi pokrival, med drugimi področji, tudi standard o izdelkih široke porabe (na podlagi predlogov japonskih strokovnjakov) in standardizaciji znakov na javnih objektih, ki je bilo posebnega pomena za Kitajsko, ker je bila pripravljena gostiti poletne olimpijske igre leta 2008.

## Oblikovanje za vse (Design for all – DfA)
Izraz Design for All (DfA) se uporablja za opisovanje oblikovne filozofije kako naj bi uporabljalo izdelke, storitve in sisteme čim več ljudi, ne da bi jih bilo potrebno prilagoditi. Oblikovanje za vse je oblikovanje za človeško raznolikost, socilano vključenost in enakost (EIDD Stockholmska deklaracija iz leta 2004). Glede na Evropsko komisijo, on spodbuja proizvajalce in ponudnike storitev k proizvodnji novih tehnologij za vse: tehnologije, ki so primerne za starejše in invalide. . Nastanek »oblikovanja za vse« je iz področja dostopnosti brez ovir za invalide in širši pojem univerzalnega oblikovanja.

## Ozadje
V Evropi je bilo oblikovanje za vse poudarjeno s strani Evropske komisije skozi iskanje uporabniku bolj prijazne družbe.Pri oblikovanju za vse gre za zagotavljanje okolja, izdelkov, storitev in vmesnega dela za ljudi vseh starosti in zmožnosti v različnih situacijah in v različnih okoliščinah. Ker se prebivalstvo stara in je vse bolj večetično sestavljeno, je »oblikovanje za vse« postala glavna tema. Sledi tržnemu pristopu in bi lahko doseglo širši trg. Z izdelki in storitvami, ki so dostopni, cenovno ugodni in enostavni za uporabo, izboljšuje kvaliteto življenja vseh državljanov. Oblikovanje za vse omogoča enostaven dostop do grajenega okolja, dostop do storitev in uporabniku prijaznih izdelkov, katerih dejavnik ni le kakovost ampak nuja za veliko starejših in invalidnih oseb. Zgodnje vključevanje »oblikovanja za vse« v proces načrtovanja je veliko ugodneje kot uvajanje sprememb potem, koso rešitve že na trgu. To najbolje dosežemo, če vključimo in opredelimo uporabnike (interesne skupine) že v postopke odločanja. Ti vodijo k oblikovalskim napotkom in izobraževanju v javnem in zasebnem sektorju, predvsem tistih, ki odločajo o prednostih, ki jih je mogoče pridobiti v skladu z uporabo modela v različnih ekonomsko-socialnih okoliščinah.

## Primeri oblikovanja za vse
Naslednji primeri “oblikovanja za vse” so bili predstavljeni v knjigi Diseños para Todos/Designs for All, izdani leta 2008. Izdalo jo je podjetje Optimastudio s podporo španskega ministrstva za šolstvo, socialne zadeve in šport (IMSERSO) and CEAPAT:
- Q – bobni, [6]
- električne zobne ščetke,
- varnostno tlakovanje tal na javnih površinah,
- avtomatska vrata,
- avtobus z nizkimi tlemi,
- kovčki na pomožnih kolesih,
- upogljiva slamica za pitje,
- internetni brskalnik,
- zapis zvoka, ki se bere.

## Oblikovanje za vse in informacijska in komunikacijska tehnologija (ICT)
Cilj »oblikovanja za vse« je zagotoviti, da lahko vsakdo sodeluje v informacijski družbi. Evropsak unija se nanaša na izraza E-vključenost in e-dostopnost. Predlagan je trojni pristop:  blago, ki je lahko dostopno skoraj vsem potencialnim uporabnikom brez spreminjanja, v kolikor se to ne da, pa izdelki, ki se zlahka prilagodijo različnim potrebam; uporaba standardnih vmesnikov, ki so lahko dostopni z uporabo podporne tehnologije; in na koncu proizvajalci in ponudniki storitev, še posebej vendar ne izključno v informacijski in komunikacijski tehnologiji, proizvajajo nove tehnologije, izdelke, storitve in aplikacije za vsakogar. 

## Evropska DfA organizacijska mreža
V Evropi so se ljudje že pridružili omrežjem za promocijo in razvoj »oblikovanja za vse«:
- Evropska komisija in države članice EU so leta 2002 ustanovile omrežje oblikovanja za vse e-dostopnosti (EDeAN)[7] . Ta pospešuje »oblikovanje za vse« za e-vključenost, to je ustvarjanje informacijske družbe za vse. Omrežje ima nacionalne kontaktne centre (NCCs) v skoraj vseh evropskih državah in več kot 160 članov v nacionalnih omrežjih.

- EIDD – Oblikovanje za vse Evropa je evropska organizacija, ki se 100% financira sama in pokriva vso področje teorije in prakse »oblikovanja za vse« od izgradnje okolja in predmetnih izdelkov za komunikacijo, storitve in sisteme oblikovanja. Prvotno je bila ustanovljena leta 1993 kot Evropski inštitut za oblikovanje in invalidnost (EIDD) za povečanje kvalitete življenja skozi »oblikovanje za vse«. Leta 2006 se je preimenovala, da bi bila v skladu z osnovno dejavnostjo. EIDD[8] – Oblikovanje za vse Evropa razširja uporabo oblikovanje za vse do poslovne in uprave skupnosti, ki se pred tem niso zavedali njegovih koristi. V letu 209 je bilo aktivnih članic organizacije 22 evropskih držav.

Koncept »BREZ OVIR«
Gradnja »brez ovir« obsega spreminjanje stavb ali opreme, da so lahko uporabne za vse, tako fizično prikrajšanih kot tudi za invalide. Izraz se v prvi vrsti uporabljana Japonskem in v ne-angleško govorečih državah. Medtem ko se v angleško-govorečih državah izraza kot sta »dostopnost« in »invalidom dostopen« uporabljata v vsakodnevni uporabi. Primer »oblikovanja brez ovir« bi lahko bil namestitev rampe za invalidske vozičke poleg stopnic ali namesto njih. Pri novih stavbah pa je ideja »brez ovir« že v veliki meri nadomeščena s konceptom univerzalnega oblikovanja, ki že od začetka trudi oblikovati stvari tako, da omogočajo enostaven dostop.

## Osvoboditi stavbo ovir pomeni:
- prepoznati značilnosti, ki nekaterim ljudem predstavljajo ovire;
- razmišljati o celi vrsti oslabitev;
- pregledovati vse – od strukture do najmanjših detajlov;
- pridobiti informacije od uporabnikov in učiti se iz napak.